# Romke de Jong
Romke Harke de Jong (Heerenveen, 5 april 1984) is een Nederlandse ondernemer en voormalig politicus namens D66.

## Jeugd en loopbaan
De Jong groeide op in het Friese dorp Gorredijk. Zijn vader was eigenaar van een restaurant en van een Gorredijkse ijscateraar, die door Romkes opa in 1947 was opgericht, met de naam De Jong's IJs. Ook was zijn vader in de jaren 90 D66-gemeenteraadslid en wethouder in Opsterland. De Jong begon in zijn tienerjaren te werken voor De Jong's IJs en hij studeerde commerciële economie aan de Hanzehogeschool Groningen.
In 2006 – tijdens zijn studie – werd hij mede-eigenaar van De Jong's IJs. Met zijn vader breidde hij het bedrijf uit door een grotere fabriek te bouwen en door een franchiseketen van ijssalons, die ook chocolade verkochten, genaamd Lilly's te starten. In 2009 werden een aantal vestigingen, waarvan het grootste deel in Noord-Nederland was gelegen, geopend. Begin 2011 werd een Lilly's op het Caribische eiland Bonaire geopend. Het aantal ijssalons bleef doorgroeien tot meer dan tien totdat een piek werd bereikt. In 2016 waren er nog zes locaties van Lilly's over, terwijl de productiecapaciteit van de fabriek flink werd opgeschaald. De IJsfabriek maakt nu ijs voor supermarkten en ijsmerken in heel Europa. De Jong deed ook investeringen om zijn bedrijf klimaatneutraal te maken. Hij trad terug als algemeen directeur toen hij in 2021 Kamerlid werd en wordt door zijn vader vervangen.

## Politieke loopbaan

### Lokaal en provinciaal
De Jong was lid van de Jonge Democraten, de onafhankelijke jeugdtak van D66, na een korte periode bij de PvdA. Hij was voor het eerst verkiesbaar bij de gemeenteraadsverkiezingen van 2006 in Opsterland. Hij was toen de derde kandidaat van de nieuwe partij Opsterlanders, die ontstaan was uit een fusie van Opsterland Anders en de lokale afdelingen van D66 en GroenLinks. Opsterlanders won één zetel en De Jong werd niet verkozen.
Hij nam wederom deel aan de gemeenteraadsverkiezingen in 2010, ditmaal als lijsttrekker van D66, dat de samenwerking Opsterlanders in aanloop naar de verkiezingen had verlaten. De Jong kwam in de gemeenteraad van Opsterland terecht en werd in 2018 herkozen, weer als lijsttrekker. Hij vormde nog steeds een eenmansfractie en zijn partij werd onderdeel van de coalitie. In maart 2016 verliet D66 het college, omdat zij het vertrouwen in een wethouder had verloren. De Jong stapte in december 2017 op als raadslid om zich op zijn bedrijf te richten.
Hij keerde terug in de politiek na de Provinciale Statenverkiezingen 2019, toen hij als D66-lijsttrekker een zetel in de Provinciale Staten van Friesland kreeg. De Jong sprak tijdens de campagne zijn steun uit voor de aanleg van de Lelylijn, een voorgestelde spoorlijn tussen Lelystad en Groningen. In de Provinciale Staten diende hij een initiatiefwet in om regels te versoepelen voor de bouw van windturbines door lokale gemeenschappen, maar het wetsontwerp ontving geen meerderheid.

### Tweede Kamer
De Jong verscheen op plaats 24 op de lijst van D66 voor de Tweede Kamerverkiezingen 2021. Tijdens de campagne vertelde hij dat hij wilde dat Nederland een voorloper op het gebied van circulaire economie wordt en dat de overheid daarvoor middelen beschikbaar stelt. De Jong werd verkozen met 2.280 voorkeurstemmen, waardoor hij op 31 maart lid van de Tweede Kamer der Staten-Generaal werd. Hij deed in april afstand van zijn zetel in de Provinciale Staten en hij vertrok bij zijn bedrijf. In zijn portefeuille heeft De Jong economische zaken, mkb, toerisme, innovatie, ruimtevaart, krimpregio's, fiscaliteit, Belastingdienst, douane, toeslagenbeleid, staatsdeelnemingen en mededinging. Hij is lid van de volgende commissies:
- Vaste commissie voor Buitenlandse Handel en Ontwikkelingssamenwerking
- Vaste commissie voor Digitale Zaken
- Vaste commissie voor Economische Zaken en Klimaat
- Vaste commissie voor Financiën
- Vaste commissie voor Infrastructuur en Waterstaat
- Vaste commissie voor Landbouw, Natuur en Voedselkwaliteit
- Vaste commissie voor de Rijksuitgaven

Om de belastingdruk op vermogenden te verhogen riep hij in 2022 op tot een stijging van het belastingtarief in box 2, op inkomen uit aanmerkelijk belang. Daarnaast stelde hij voor staatsgaranties te geven op leningen voor de verduurzaming van het mkb om het verkrijgen van dergelijke leningen bij banken makkelijker te maken. Hij adviseerde om daarvoor tussen de €50 miljoen en €100 miljoen uit te trekken. Later kwamen De Jong en Thierry Aartsen (VVD) met een plan om een garantiefonds van €150 miljoen op te richten voor microfinanciering van duurzaamheidsprojecten in een tijd van stijgende rentes. Om personeelstekorten aan te pakken was De Jong voorstander van het naar Nederland halen van extra arbeidsmigranten. D66 was de enige grote partij die plannen van de Europese Commissie steunde om de toegangseisen voor arbeiders uit Egypte, Tunesië en Marokko te versoepelen.
Als onderdeel van boerenprotesten tegen stikstofbeleid blokkeerden demonstranten op 2 juli 2022 de toegang tot De Jongs ijsfabriek met tractoren om leveringen te voorkomen. Politici van D66 hadden eerder geopperd voor een halvering van de Nederlandse veestapel om natuurgebieden te beschermen tegen de uitstoot van reactieve stikstof en om de bouw van huizen en infrastructuur door te laten gaan die was gestopt naar aanleiding van een uitspraak van de Afdeling bestuursrechtspraak van de Raad van State over deze uitstoot. De demonstranten eisten een gesprek met De Jong, maar hij weigerde om deze te voeren vanwege een gebrek aan fatsoen en wederzijds respect. Toen de val van het kabinet-Rutte IV leidde tot vervroegde verkiezingen in november 2023, kondigde De Jong aan zich niet herkiesbaar te stellen, onder andere vanwege zijn jonge gezin. Op 5 december 2023 nam hij afscheid van de Tweede Kamer.
Daarbij werd hij benoemd tot ridder in de Orde van Oranje-Nassau.

## Privéleven
De Jong heeft een vrouw en drie zonen.